# AbeBooks
AbeBooks è un mercato on-line mondiale per il commercio elettronico di libri. Più di 140 milioni di libri sono offerti da migliaia di librerie indipendenti di 57 paesi attraverso 6 siti internet. Su AbeBooks è possibile acquistare libri antichi, rari e fuori catalogo, ma anche libri nuovi ed usati.
L'azienda ha sede a Victoria, Canada, mentre la sede europea è a Düsseldorf, Germania. AbeBooks fu fondata nel 1995 e i siti internet furono lanciati nel 1996.

## Storia
AbeBooks è stata fondata nel 1995 da Rick e Vivian Pura e da Keith e Cathy Waters. Il sito internet fu lanciato nel 1996 ed inizialmente erano offerti in vendita solamente i libri di quattro librerie.
AbeBooks acquisì la piattaforma tedesca JustBooks GmbH nel 2001, espandendosi in tal modo in Germania, Francia e Regno Unito. Acquisì l'azienda spagnola IberLibro, al fine di servire al meglio i mercati di lingua spagnola, il cui database venne poi integrato con quello di AbeBooks nel dicembre 2006.
Dalla fine degli anni novanta fino al 2005, AbeBooks stipulò accordi con eBay, Half.com, Barnes & Noble.com, BibliOZ.com ed Amazon.com, nel novembre 2005, AbeBooks acquisì BookFinder.com, un sito di comparazione prezzi americano.
Nel febbraio 2006, AbeBooks acquisì l'azienda per la gestione dell'inventario e degli ordini FillZ.com. Nel maggio 2006, AbeBooks acquisì il 40% di LibraryThing, network per i bibliofili e sito di catalogazione di libri.
Nel febbraio 2008, AbeBooks annunciò il lancio del sito Gojaba.com per acquirenti e librerie russe e svedesi in seguito sviluppatasi anche per il Brasile e la Polonia, rispettivamente a partire da giugno e luglio 2008. Il database di Gojaba.com non è condiviso con gli altri siti AbeBooks. Il sito italiano nacque nell'aprile 2008, con più di 100 librerie italiane. In questo mese AbeBooks acquisì Chrislands.com, un'azienda statunitense specializzata nella creazione e hosting di siti web per librerie on line.
Nel dicembre 2008, AbeBooks è stata acquisita da Amazon.com e continua ad operare come società indipendente.